# Annemarie Zdarsky
Annemarie Zdarsky [ˈzdarski] (* 3. März 1928 in Ligist; † 22. Juni 2021 in Graz) war eine österreichische Politikerin (SPÖ).

## Leben
Annemarie Zdarsky wuchs in Leibnitz auf, wo sie bis 1942 die Volks- und Hauptschule absolvierte. Nach einem Jahr an einer Hauswirtschaftsschule in Graz wechselte sie an die Handelsakademie, an der sie im Jahr 1946 maturierte. Von 1947 bis 1949 war sie Schülerin an einer Krankenpflegeschule. Als Diplomkrankenschwester arbeitete sie an verschiedenen Krankenhäusern in der Steiermark, so zuletzt am LKH-Universitätsklinikum Graz, wo sie zuletzt als Oberschwester dem Personal der Frauenklinik vorstand. 1954 arbeitete sie im Rahmen eines Austauschprogrammes der Weltgesundheitsorganisation (WHO) an einem Krankenhaus in Schweden.
Im November 1973 wurde Zdarsky für die SPÖ als Mitglied des Bundesrats in Wien vereidigt. Sie blieb Bundesrätin bis Juni 1976. Im selben Jahr zog sie als SP-Mandatarin in den Landtag Steiermark ein. Im Juli 1980 wurde sie zur zweiten Landtagspräsidentin gewählt, eine Funktion, welche sie bis 1989 innehatte. Sie wurde im Familiengrab auf dem Friedhof St. Leonhard in Graz beigesetzt.

## Auszeichnungen
- Großes Goldenes Ehrenzeichen des Landes Steiermark
- Großes Goldenes Ehrenzeichen mit dem Stern des Landes Steiermark